# Светодиод
Светодио́д или светоизлуча́ющий дио́д (СД, СИД; англ. light-emitting diode, LED) — полупроводниковый прибор с электронно-дырочным переходом, создающий оптическое излучение при пропускании через него электрического тока в прямом направлении.
Излучаемый светодиодом свет лежит в узком диапазоне спектра, то есть светодиод изначально излучает практически монохроматический свет (если речь идёт о СД видимого диапазона) — в отличие от лампы, излучающей более широкий спектр, от которой определённый цвет свечения можно получить лишь применением светофильтра. Спектральный диапазон излучения светодиода в основном зависит от типа и химического состава использованных полупроводников и ширины запрещённой зоны.

## История
Первое известное сообщение об излучении света твердотельным диодом было сделано в 1907 году британским экспериментатором Генри Раундом из Маркони Лабс. Раунд впервые открыл и описал электролюминесценцию, обнаруженную им при изучении прохождения тока в паре металл — карбид кремния (карборунд, химическая формула SiC), и отметил возникновение жёлтого, зелёного и оранжевого свечения на катоде прибора.
Эти эксперименты были позже, независимо от Раунда, повторены в 1923 году О. В. Лосевым, который, экспериментируя в Нижегородской радиолаборатории с кристаллическими детекторами радиоволн, видел свечение в точке контакта двух разнородных материалов, наиболее сильное — в паре карборунд — стальная игла, таким образом, он обнаружил электролюминесценцию полупроводникового перехода (в то время понятия «полупроводниковый переход» ещё не существовало).

Наблюдение эффекта электролюминесценции в месте контакта карборунд—сталь было опубликовано им в советском журнале «Телеграфия и телефония без проводов», а в 1927 году он получил патент (в патенте устройство названо «световое реле»). Лосев умер в блокадном Ленинграде в 1942 году, и его работы были забыты, публикация не была замечена научным сообществом и много лет спустя светодиод был изобретён за рубежом.
Лосев показал, что электролюминесценция возникает вблизи спая материалов. Хотя теоретического объяснения наблюдаемому явлению ещё не было, Лосев оценил практическую значимость своего открытия. Благодаря эффекту электролюминесценции появилась возможность создать малогабаритный источник света с очень низким для того времени напряжением питания (менее 10 В) и высоким быстродействием. Он назвал будущее устройство «Световое реле» и получил два авторских свидетельства, заявку на первое из них подал в феврале 1927 года.

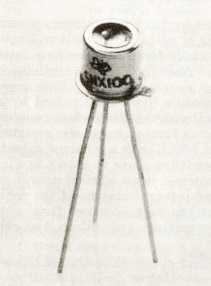
Светодиод SNX-100 GaAs компании Texas Instruments 1962 года в транзисторном металлическом корпусе TO-18

В 1961 году работавшие в компании Texas Instruments Джеймс Роберт Байард и Гари Питтман обнаружили инфракрасное излучение из туннельного диода, который был сконструирован ими на подложке из арсенида галлия (GaAs). В августе 1962 года изобретатели подали заявку на патент под названием «Полупроводниковый излучающий диод». Сразу после подачи заявки компания Texas Instruments запустила проект по производству инфракрасных излучающих диодов. В октябре 1962 года компания анонсировала первый коммерческий светодиод (SNX-100), в котором использовался чистый кристалл GaAs для излучения света с длиной волны 890 нм.
Первый в мире практически применимый светодиод, работающий в световом (красном) диапазоне, разработал Ник Холоньяк в Университете Иллинойса для компании General Electric в 1962 году. Холоньяк, таким образом, считается «отцом современного светодиода». Его бывший студент, Джордж Крафорд, изобрёл первый в мире жёлтый светодиод и увеличил яркость красных и красно-оранжевых светодиодов в 10 раз в 1972 году. В 1976 году Т. Пирсол создал первый в мире высокоэффективный светодиод высокой яркости для телекоммуникационных применений, специально адаптированный к передаче данных по волоконно-оптическим линиям связи.
Светодиоды оставались очень дорогими вплоть до 1968 года (около $200 за штуку), поэтому их практическое применение было ограничено. Исследования Жака Панкова в лаборатории RCA привели к промышленному производству светодиодов, в 1971 году он с коллегами получил синее свечение на нитриде галлия и создал первый синий светодиод. Компания «Монсанто» была первой, организовавшей массовое производство светодиодов, работающих в диапазоне видимого света и применимых в индикаторах. Компания «Хьюлетт-Паккард» применила светодиодные индикаторы в своих ранних массовых карманных калькуляторах.
В середине 1970-х годов в ФТИ им. А. Ф. Иоффе группой под руководством Жореса Алфёрова были получены новые материалы — полупроводниковые гетероструктуры, в настоящее время применяемые для создания лазерных светодиодов. После этого началось серийное промышленное производство светодиодов на гетероструктурах. Открытие было удостоено Нобелевской премий в 2000 году. В 1983 году компания Citizen Electronics первой разработала и начала производство SMD-светодиодов, назвав их CITILED.
В начале 1990-х Исама Акасаки, работавший вместе с Хироси Амано в университете Нагоя, а также Сюдзи Накамура, работавший в то время исследователем в японской корпорации «Nichia Chemical Industries», изобрели технологию изготовления синего светодиода. За открытие технологии изготовления дешёвого синего светодиода в 2014 году им троим была присуждена Нобелевская премия по физике. В 1993 году Nichia начала их промышленный выпуск.
Позже на основе синих светодиодов были изготовлены белые, состоящие из синего излучающего кристалла, покрытого люминофором на основе иттрий-алюминиевого граната, легированный трёхвалентным церием (YAG). Люминофор поглощает часть синего излучения и переизлучает в жёлто-зелёной области, позволяя создать белый свет. Компания Nichia начала промышленный выпуск белых светодиодов в 1996 году. Вскоре белые светодиоды начали широко применяться в освещении. На основе белых светодиодов были разработаны светодиодные фонарики, лампы, светильники различного назначения (в том числе уличные светильники), софиты, светодиодные ленты и прочие источники света. В 2003 году компания Citizen Electronics первой в мире произвела светодиодный модуль по запатентованной технологии, непосредственно вмонтировав кристалл от Nichia на алюминиевую подложку с помощью диэлектрического клея по технологии Chip-On-Board. Белые светодиоды позволили создать эффективную подсветку для цветных жидкокристаллических экранов, что способствовало их широкому распространению в мобильных устройствах, планшетах, смартфонах.
Сочетание света синего, зелёного и красного светодиодов даёт белый свет с высокой энергетической эффективностью, что позволило в дальнейшем создать, среди прочего, светодиодные светильники и экраны со светодиодной подсветкой.

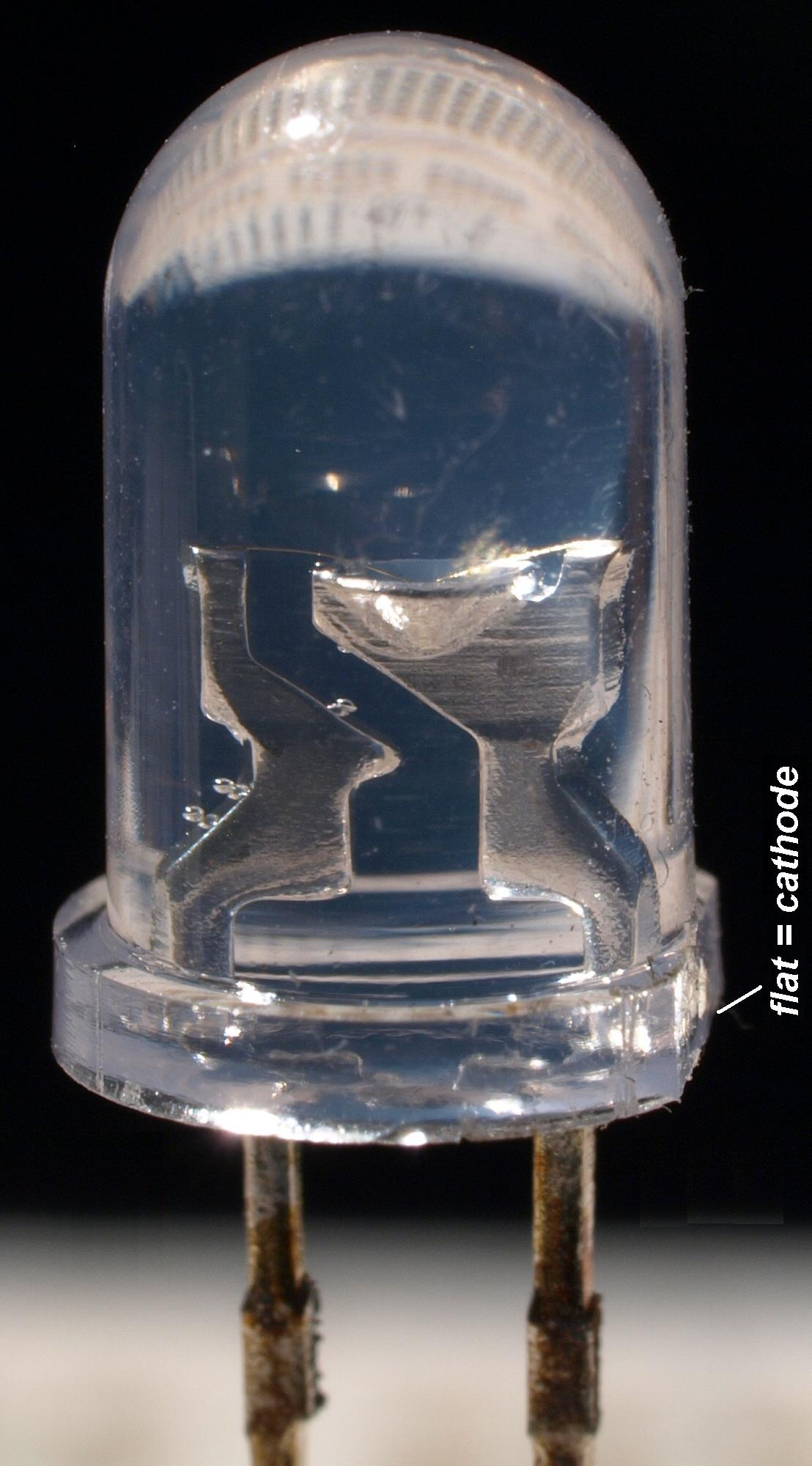
Светодиод в пластмассовом корпусе
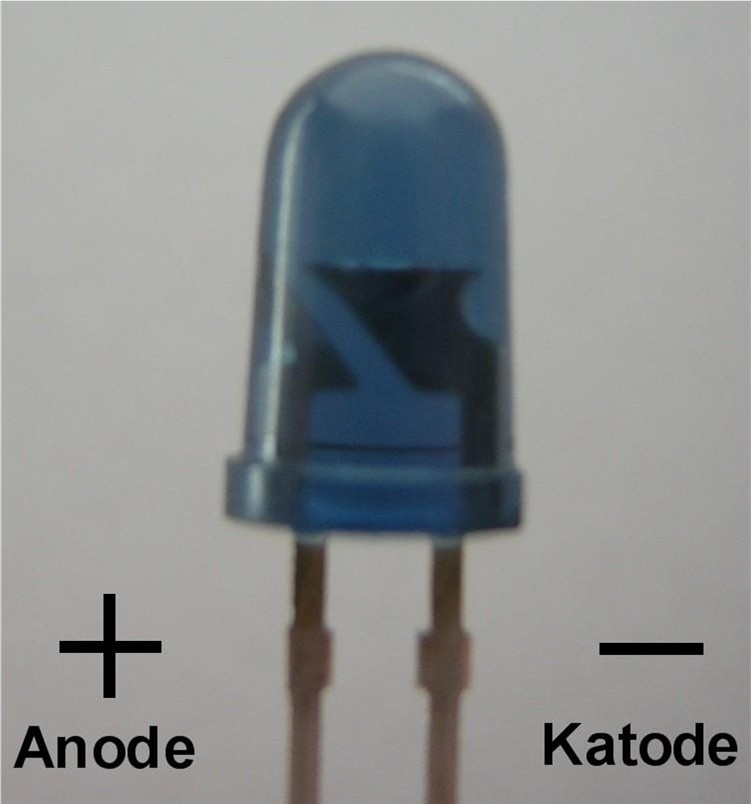
Инфракрасный светодиод, применяемый в пультах дистанционного управления
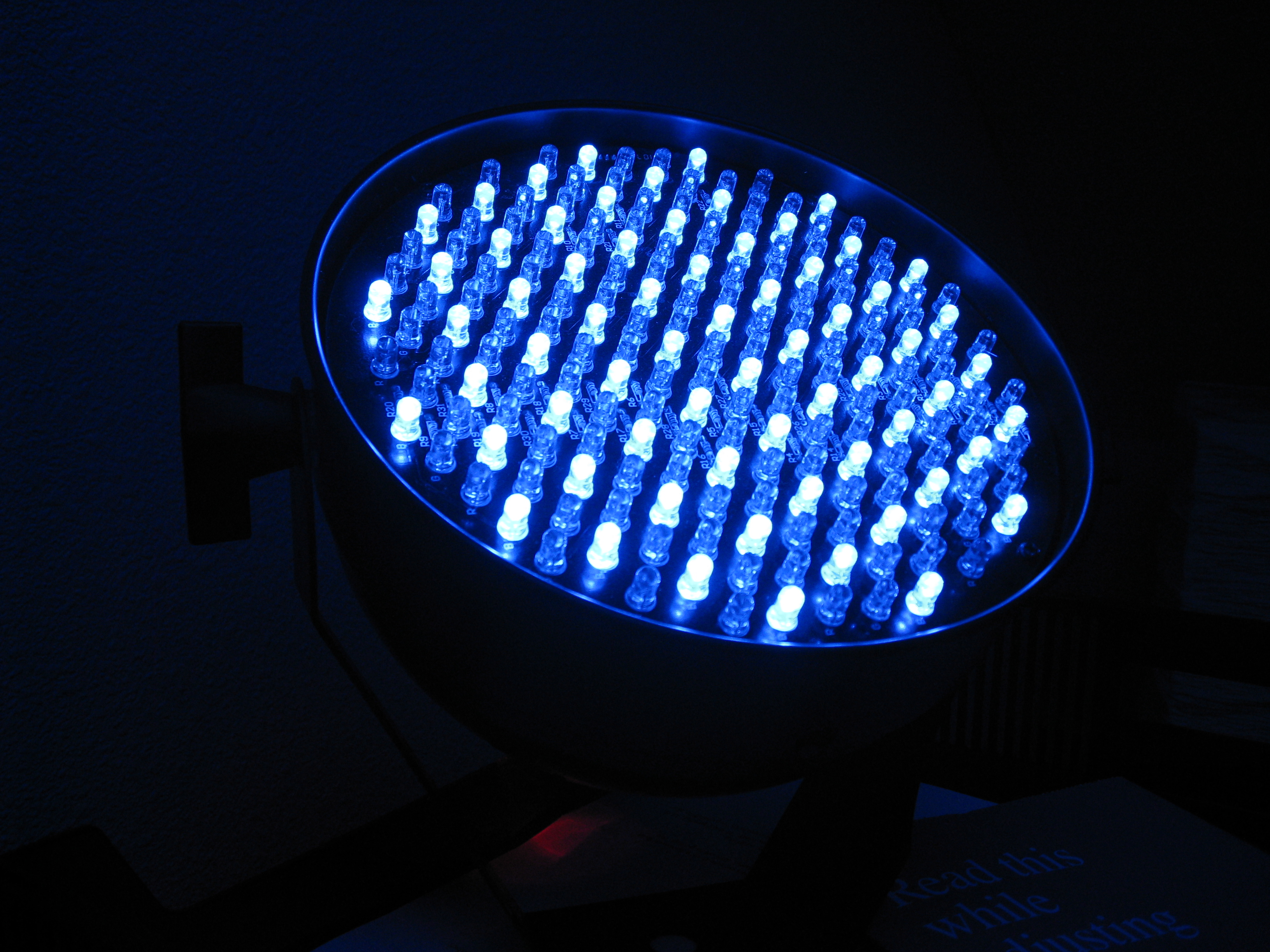
Светодиодный фонарь (панель) для сценического направленного освещения
Современный люминофорный светодиод в ручном электрическом фонаре
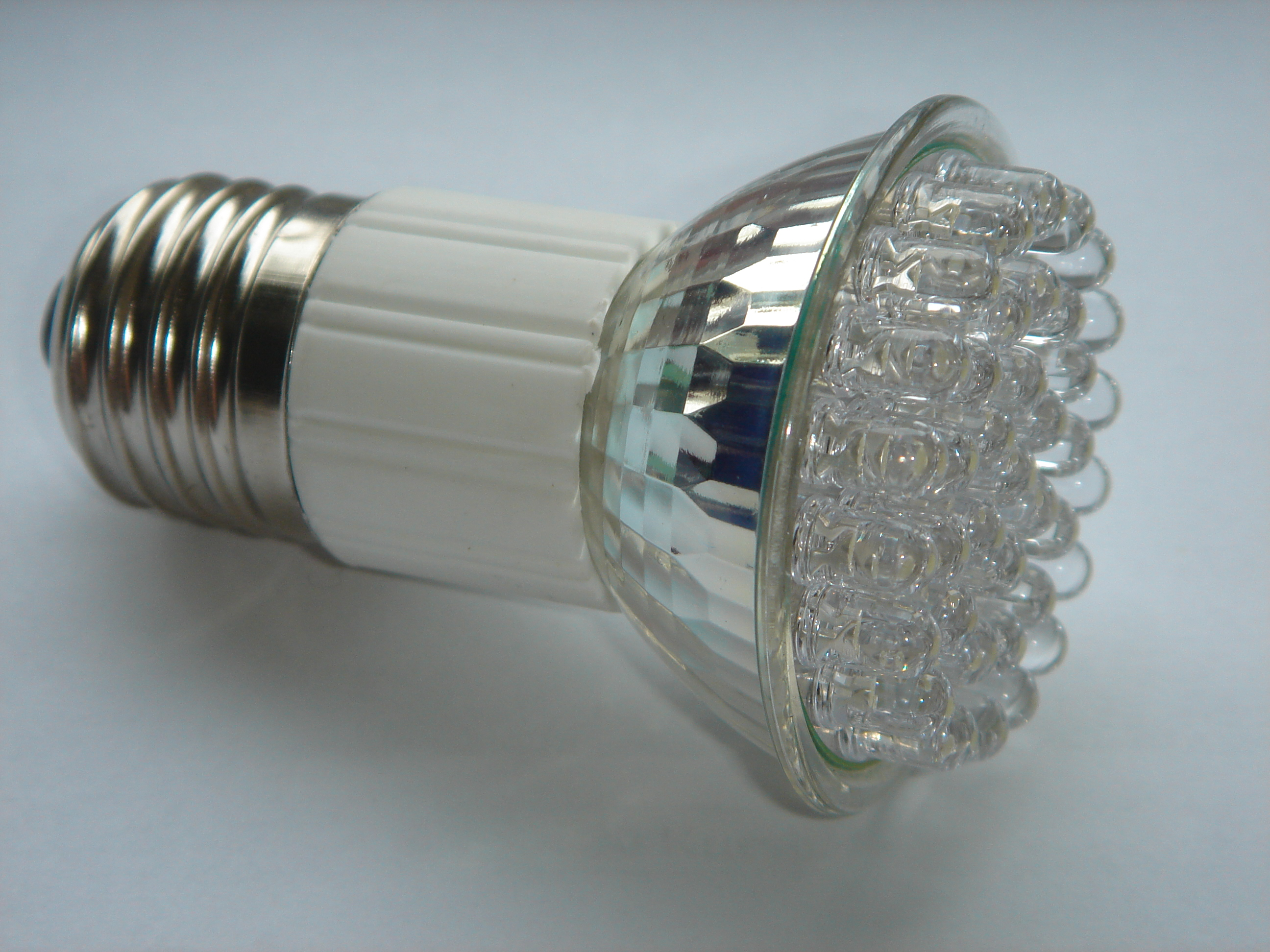
Светодиодная лампа под стандартный цоколь E27
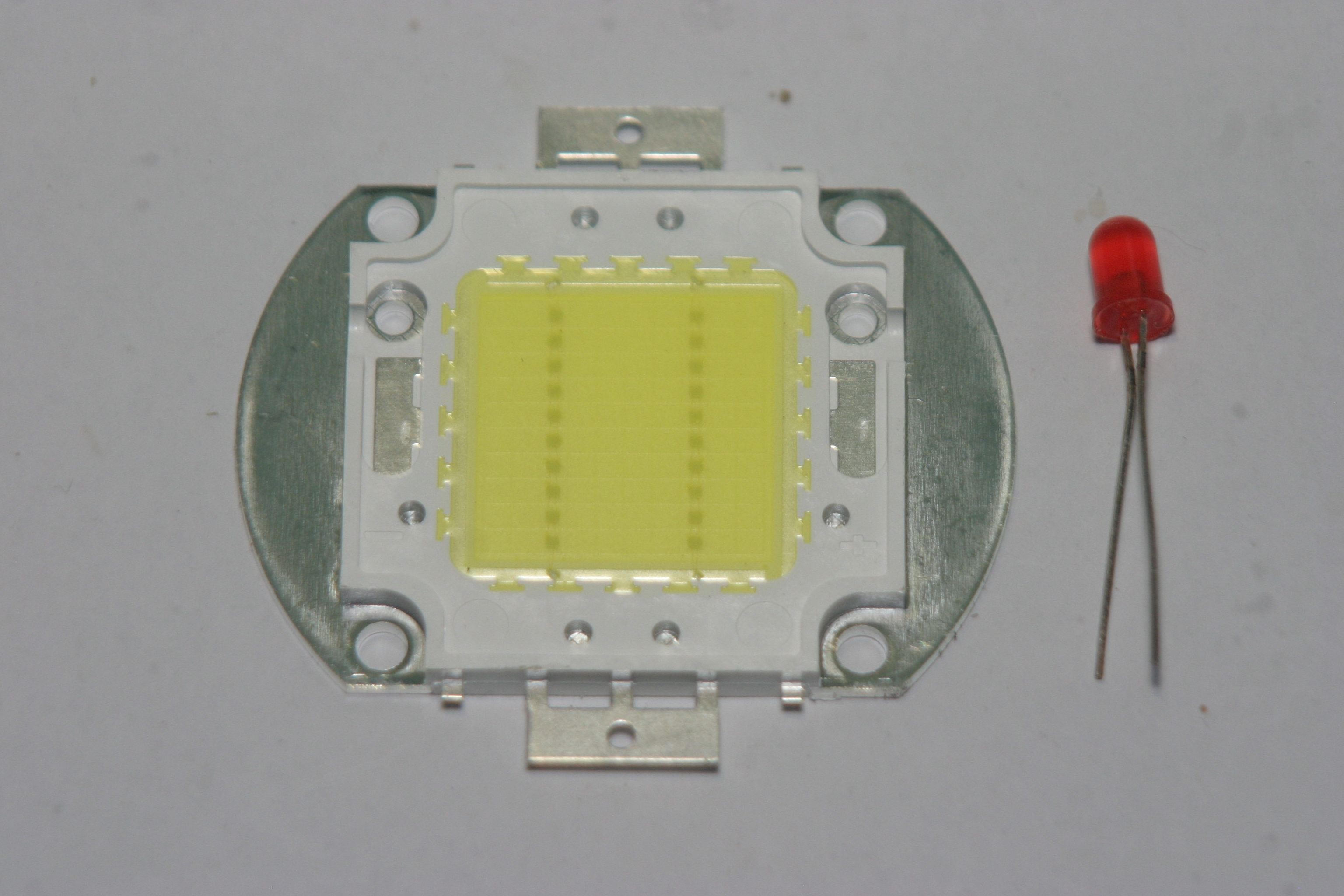
Мощный белый светодиод 20 Вт в сравнении с красным индикаторным 5 мм светодиодом
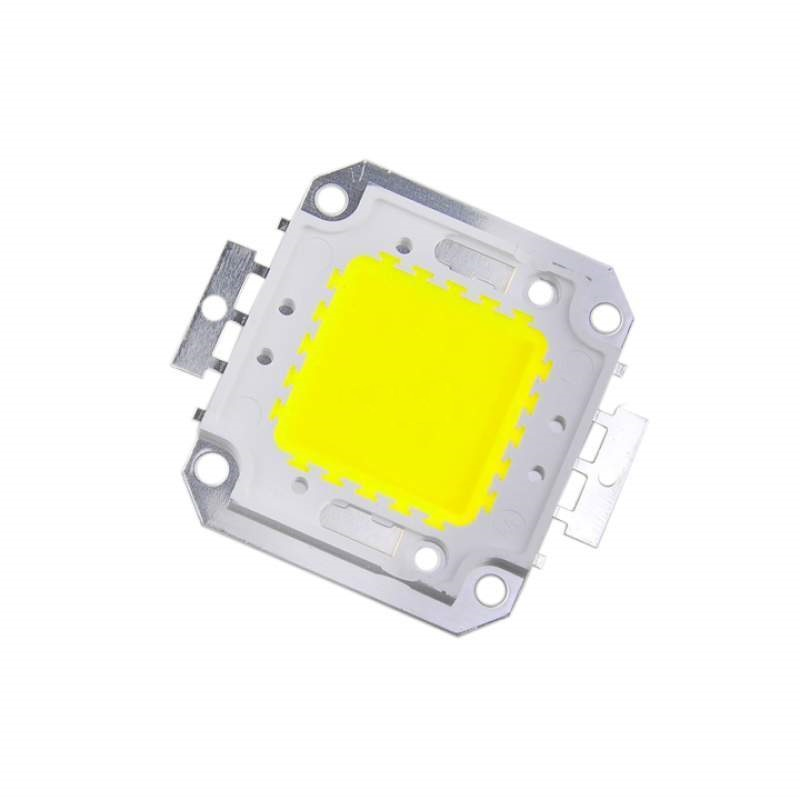
Белый COB-светодиод мощностью 100 Вт, напряжением питания 36 В. В отличие от обычных светодиодов, состоит из множества синих светодиодов, объединённых в одном кристалле и с общим люминофорным покрытием
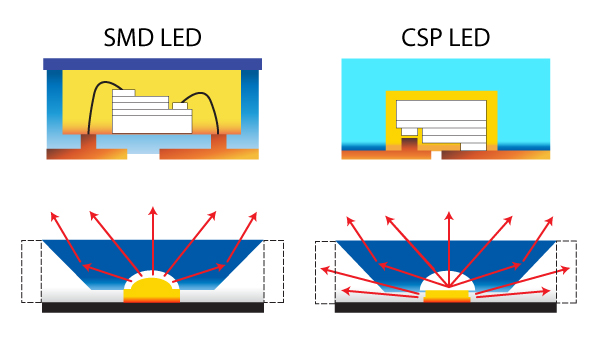
Схематичные отличия SMD- и CSP-светодиодов
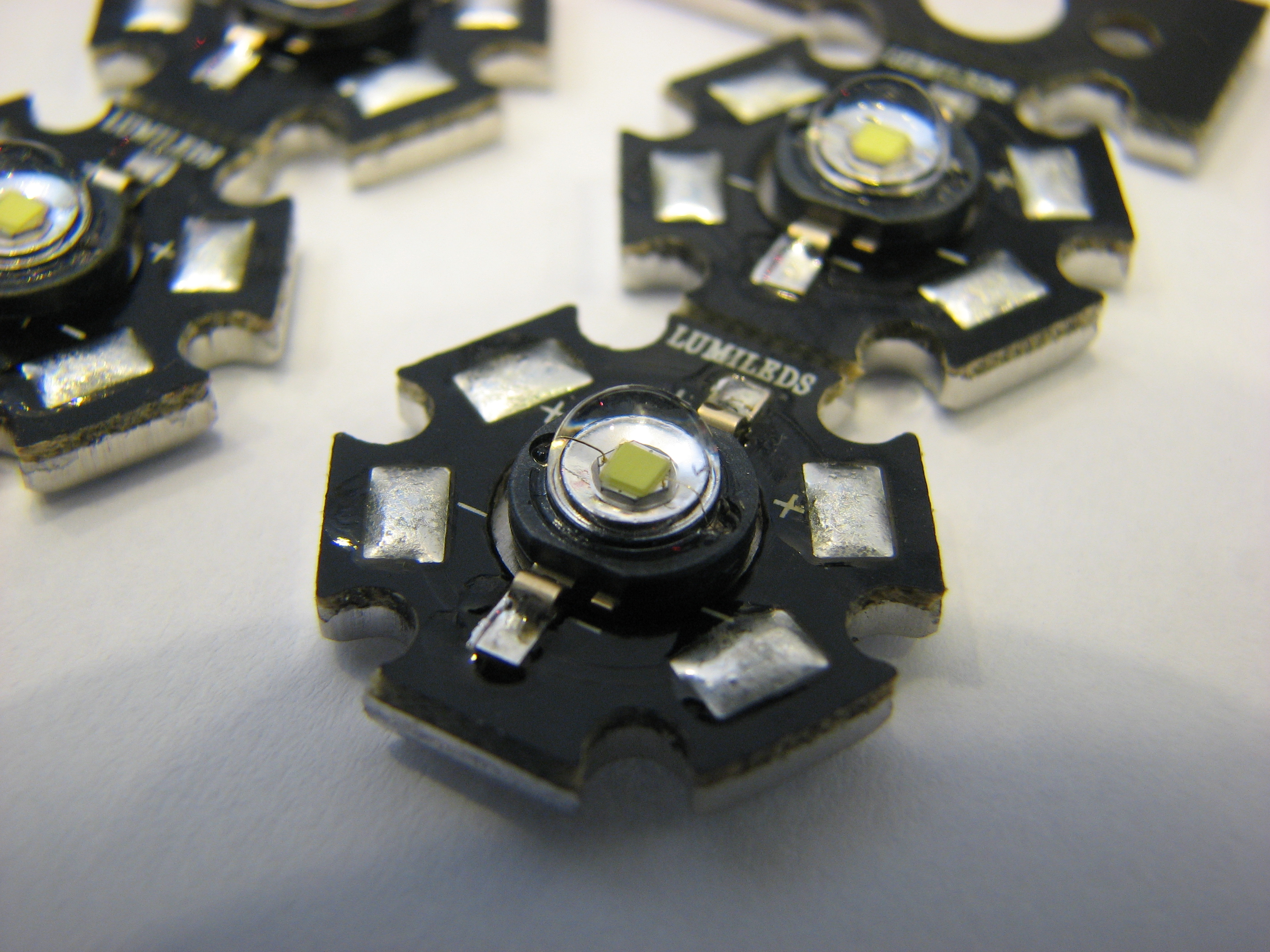
Современные мощные сверхъяркие светодиоды на теплоотводящей пластине с контактами для электрического монтажа

## Принцип работы

Конструкция светодиода диаметром 5 мм в пластмассовом корпусе

При пропускании электрического тока через p-n-переход в прямом направлении носители заряда — электроны и дырки — движутся навстречу и рекомбинируют в обеднённом слое диода с излучением фотонов из-за перехода электронов с одного энергетического уровня на другой..
Не все полупроводниковые материалы эффективно испускают свет при рекомбинации. Эффективные излучатели относятся к прямозонным полупроводникам, то есть к таким, в которых разрешены прямые оптические межзонные переходы, типа AIIIBV (например, GaAs или InP) и типа AIIBVI (например, ZnSe или CdTe). Варьируя состав полупроводников, можно создавать светодиоды для всевозможных длин волн от ультрафиолета (GaN) до среднего инфракрасного диапазона (PbS).
Диоды, изготовленные из непрямозонных полупроводников (например, кремния, германия или карбида кремния), свет практически не излучают. В связи с развитием кремниевой технологии, активно ведутся работы по созданию светодиодов на основе кремния. Советский жёлтый светодиод КЛ101 на основе карбида кремния выпускался ещё в 70-х годах, однако имел очень низкую яркость. В последнее время большие надежды связываются с технологией квантовых точек и фотонных кристаллов.

## Характеристики
| Цвет свечения    | Прямое напряжение, В |
| ---------------- | -------------------- |
| Инфракрасный     | 1,3                  |
| Красный          | 1,8                  |
| Оранжевый        | 1,9                  |
| Желтый           | 2,0                  |
| Зелёный          | 2,0                  |
| Голубой          | 3,0                  |
| Синий            | 3,5                  |
| Ультрафиолетовый | 4,0—4,5              |

Вольт-амперная характеристика светодиода в прямом направлении нелинейна. Диод начинает проводить ток при достижении некоторого порогового напряжения, которое называют прямым падением напряжения (или прямым напряжением) светодиода. Величина этого напряжения позволяет достаточно точно определить материал полупроводника. Прямое напряжение зависит от цвета свечения светодиода.

## Светодиоды в электрической схеме

Зависимость светового потока светодиода от прямого тока для синего светодиода 5 мм

Светодиод работает при пропускании через него тока в прямом направлении (то есть анод должен иметь положительный потенциал относительно катода).
Из-за круто возрастающей вольт-амперной характеристики p-n-перехода в прямом направлении светодиод должен подключаться к источнику питания с высоким внутренним сопротивлением, в идеале к источнику тока. Подключение к источнику напряжения должно производиться через элемент (или электрическую цепь), ограничивающий ток, например, через резистор. Некоторые модели светодиодов имеют встроенную электрическую цепь ограничивающую ток светодиода, в таком случае в спецификации для них указывается диапазон допустимых напряжений источника питания.
Непосредственное подключение светодиода к источнику напряжения с низким внутренним сопротивлением, превышающего заявленное изготовителем падение напряжения для конкретного типа светодиода, может вызвать протекание через него тока, превышающего предельно допустимый, что вызывает перегрев кристалла и выход из строя. В простейшем случае, для маломощных индикаторных светодиодов, цепь, которая ограничивает потребляемый ток, представляет собой резистор, последовательно включенный со светодиодом. Для мощных светодиодов применяются схемы с ШИМ поддерживающие заданный средний ток через светодиод и позволяющие регулировать его яркость.
Недопустимо подавать на светодиоды напряжение с обратной полярностью превышающее обратное допустимое напряжение от источника с малым внутренним сопротивлением. Светодиоды имеют невысокое (несколько вольт) обратное пробивное напряжение. В схемах, где возможно появление обратного напряжения, светодиод должен быть защищён параллельно включённым обычным диодом в противоположной полярности светодиоду.
Световой поток светодиода практически прямо пропорционален току светодиода в широком диапазоне изменения тока (см. рисунок).

## Цвета и материалы

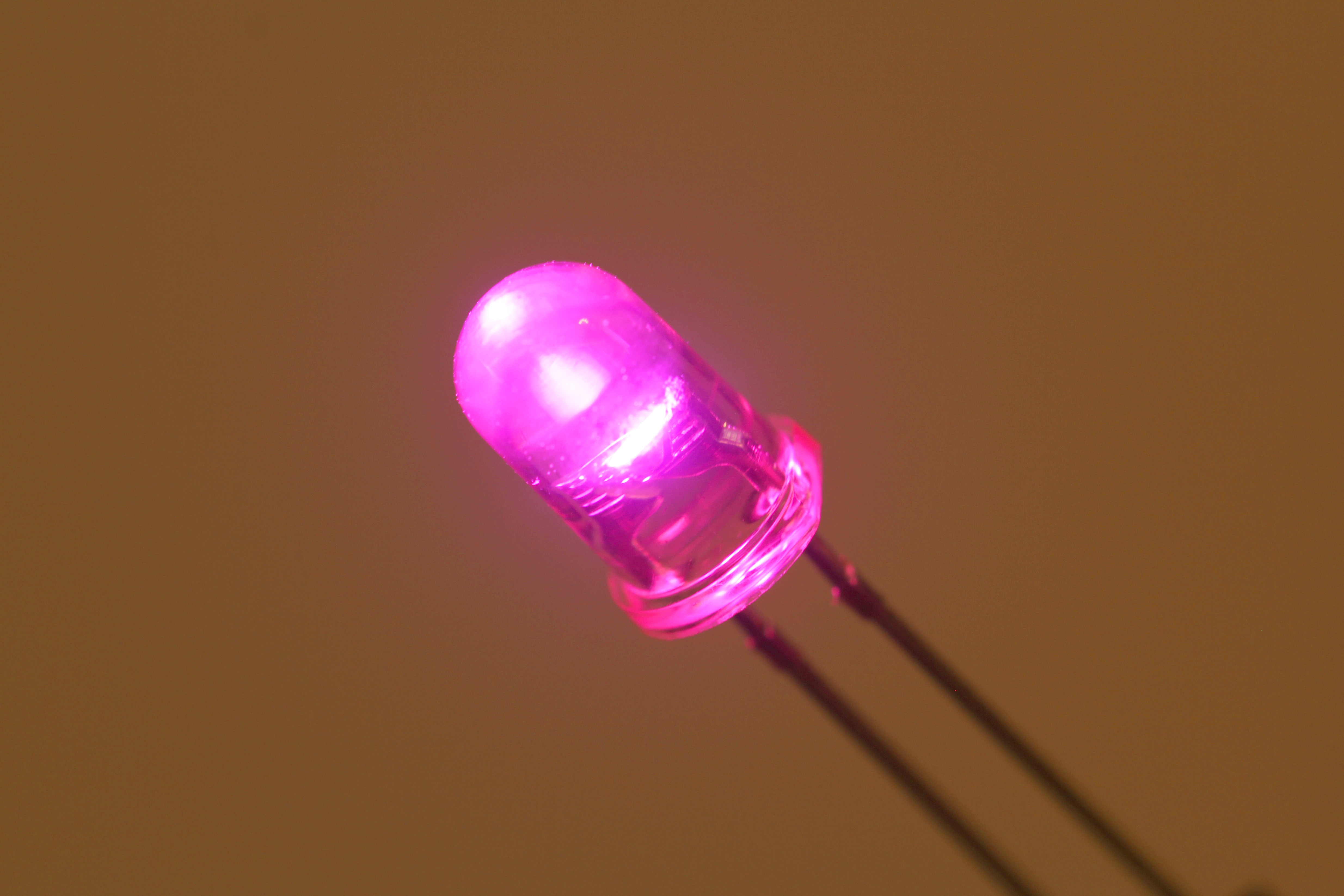
Розовый светодиод диаметром 5 мм. Розовый цвет свечения образуется смешением излучений красного люминофора и синего светодиода

Спектры излучения красного, зелёного и синего светодиодов

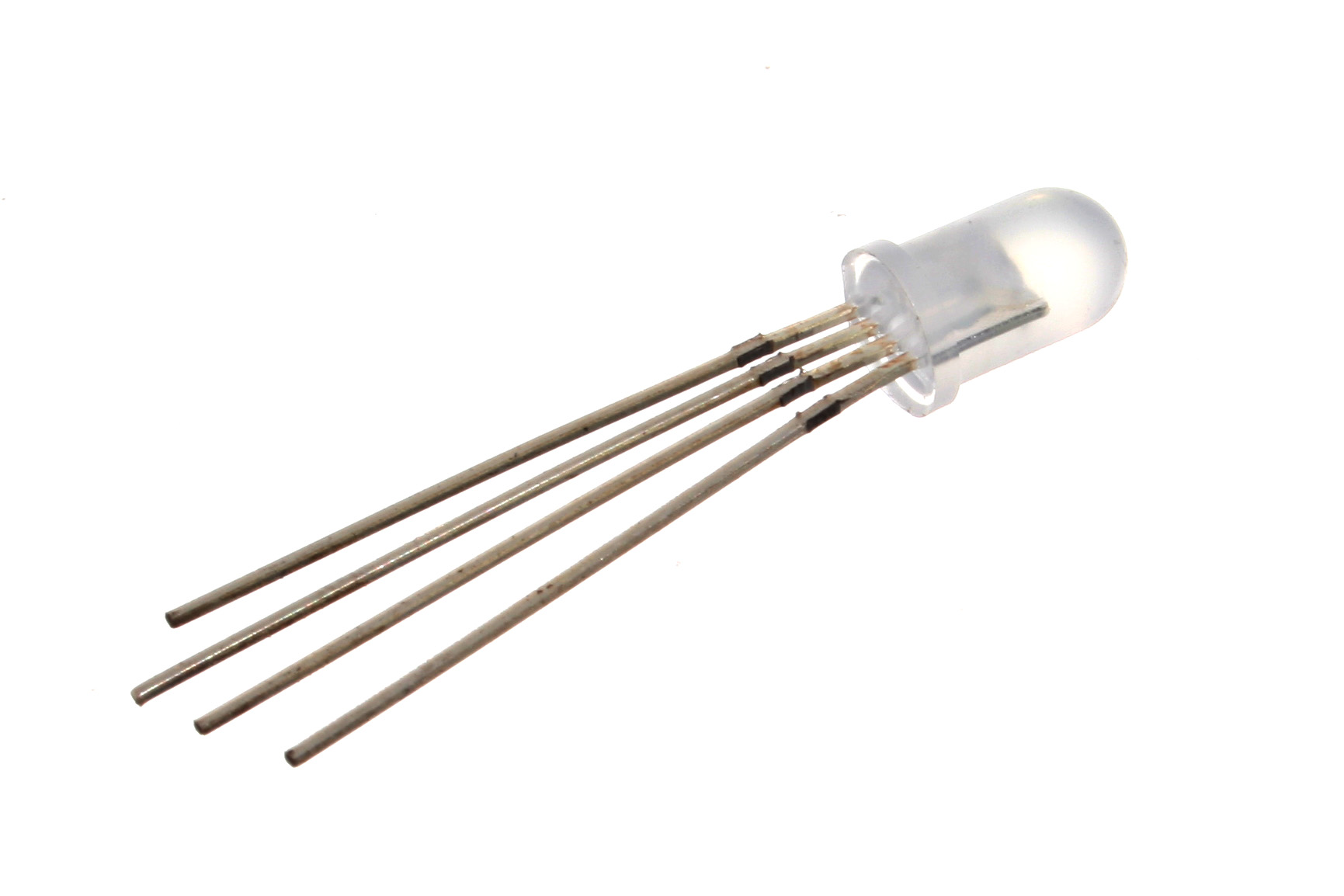
Сборка в одном корпусе светодиодов с синим, зелёным и красным цветами излучения (RGB-светодиод). Каждый из светодиодов может управляться независимо от других

Обычные светодиоды изготавливаются из различных неорганических полупроводниковых материалов, в следующей таблице приведены доступные цвета с диапазоном длин волн, падение напряжения на диоде при номинальном прямом токе и полупроводниковый материал:
|  | Цвет                 | Длина волны (нм)                         | Прямое напряжение (В) | Полупроводниковый материал |
|  | -------------------- | ---------------------------------------- | --------------------- | --- |
|  | Инфракрасный         | λ > 760                                  | ΔU < 1,9              | Арсенид галлия (GaAs) (940 нм) Галлия арсенид-фосфид (GaAsP) (940 нм) Алюминия галлия арсенид (AlGaAs) (880 нм) |
|  | Красный              | 610 < λ < 760                            | 1,63 < ΔU < 2,03      | Галлия(III) фосфид (GaP) (700 нм) Алюминия-галлия арсенид (AlGaAs) (660 нм) Алюминия-галлия-индия фосфид (AlGaInP) (625—630 нм) Галлия арсенид-фосфид (GaAsP), (625 нм) Синий светодиод, покрытый люминофором (PC red LED) |
|  | Оранжевый (янтарный) | 590 < λ < 610                            | 2,03 < ΔU < 2,10      | Алюминия-галлия-индия фосфид (AlGaInP) (601—609 нм) Галлия фосфид-арсенид (GaAsP) (607 нм) Синий светодиод, покрытый люминофором (PC amber LED)                                                                            |
|  | Жёлтый               | 570 < λ < 590                            | 2,10 < ΔU < 2,18      | Галлия арсенид-фосфид (GaAsP) (590 нм) Алюминия-галлия-индия фосфид (AlGaInP) (590 нм) |
|  | Зелёный              | 500 < λ < 570                            | 1,9 < ΔU < 4,0        | Галлия(III) фосфид (GaP) (568 нм) Алюминия-галлия-индия фосфид (AlGaInP) (570 нм) Алюминия-галлия фосфид (AlGaP) (570 нм) Индия-галлия нитрид (InGaN) (525 нм) Синий светодиод, покрытый люминофором (Lime LED)            |
|  | Сине-зелёный         | 500 < λ < 510                            | 2,48 < ΔU < 3,7       | Индия-галлия нитрид (InGaN) (505 нм) |
|  | Синий                | 450 < λ < 500                            | 2,48 < ΔU < 3,7       | Индия-галлия нитрид (InGaN) (450—470 нм) Селенид цинка (ZnSe) Карбид кремния (SiC) в качестве подложки Кремний (Si) в качестве подложки — (в разработке)                                                                   |
|  | Фиолетовый           | 400 < λ < 450                            | 2,76 < ΔU < 4,0       | Индия-галлия нитрид (InGaN) (405—440 нм) |
|  | Пурпурный            | Смесь нескольких спектральных диапазонов | 2,48 < ΔU < 3,7       | Синий светодиод с красным люминофором Двойной: синий и красный диоды в одном корпусе Белый светодиод с пурпурным светофильтром                                                                                             |
|  | Ультрафиолетовый     | λ < 400                                  | 3,1 < ΔU < 4,4        | Алмаз (235 нм) Нитрид бора (215 нм) Нитрид алюминия (AlN) (210 нм) Нитрид алюминия-галлия (AlGaN) Нитрид алюминия-галлия-индия (AlGaInN) — (менее 210 нм)                                                                  |
|  | Белый                | Широкий спектральный диапазон            | ΔU ≈ 3,5              | Синий (чаще), фиолетовый или ультрафиолетовый светодиод, покрытый люминофором Сборка из трёх светодиодов основных цветов (красный, синий, зелёный) в одном корпусе или на одной плате — RGB-светодиод                      |

Несмотря на то, что в мире широко выпускаются белые светодиоды в комбинации светодиода с синим/фиолетовым свечением с нанесённым на него люминофором с жёлтым или оранжевым цветом люминесценции, возможно применение люминофоров другого цвета свечения. В результате нанесения красного люминофора получают пурпурные или розовые светодиоды, реже выпускаются светодиоды салатового цвета, где на светодиод с синим излучением наносится люминофор с зелёным цветом люминесценции.
Светодиоды также могут иметь цветной корпус-светофильтр.
В 2001 году Citizen Electronics первой в мире выпустила SMD светодиоды мягких пастельных цветов под названием PASTELITE.

## Преимущества и гигиенические свойства
По сравнению с другими электрическими источниками света светодиоды имеют следующие отличия:
- Высокая световая отдача. Современные светодиоды сравнялись по этому параметру с натриевыми газоразрядными лампами[27] и металлогалогенными лампами, достигнув 146 люмен на ватт[28].
- Высокая механическая прочность, вибростойкость (отсутствие нити накаливания и иных чувствительных составляющих).
- Длительный срок службы (при достаточном охлаждении) — от 30 000 до 100 000 часов (при работе 8 часов в день — 34 года). Но и он не бесконечен — при длительной работе происходит «деградация» кристалла из-за диффузии и миграции легирующих примесей и постепенное падение яркости.
- Количество циклов включения-выключения не оказывают существенного влияния на срок службы светодиодов (в отличие от традиционных источников света — ламп накаливания, газоразрядных ламп).
- Цветовая температура современных белых светодиодов может быть различной — от тёплого белого ~2700 К до холодного белого ~6500 К.
- Спектральная чистота, достигаемая не фильтрами, а принципом действия прибора.
- Отсутствие инерционности — включаются сразу на полную яркость, в то время как у ртутно-люминофорных (люминесцентных-экономичных) ламп время включения от 1 с до 1 мин, а яркость увеличивается от 30 % до 100 % за 3—10 минут, в зависимости от температуры окружающей среды.
- Различный угол излучения — от 15 до 180 угловых градусов.
- Низкая стоимость индикаторных светодиодов.
- Безопасность — не требуются высокие напряжения, при должном охлаждении низкая температура светодиода, обычно не превышающая 60 °C.
- Нечувствительность к низким и очень низким температурам. Однако, высокие температуры противопоказаны светодиоду, как и любым полупроводниковым приборам.
- Экологичность — отсутствие ртути, фосфора и ультрафиолетового излучения в отличие от люминесцентных ламп.

Широкое внедрение светодиодов разных конструкций для экономии электроэнергии при освещении выявило, что у части из них спектр заметно отличается от спектра естественного освещения. Это может негативно влиять на здоровье людей. Проведённые исследования позволили разработать новые, более гигиенически совершенные светодиоды. Однако широко используют и менее качественные, но более экономичные изделия.

## Применение светодиодов

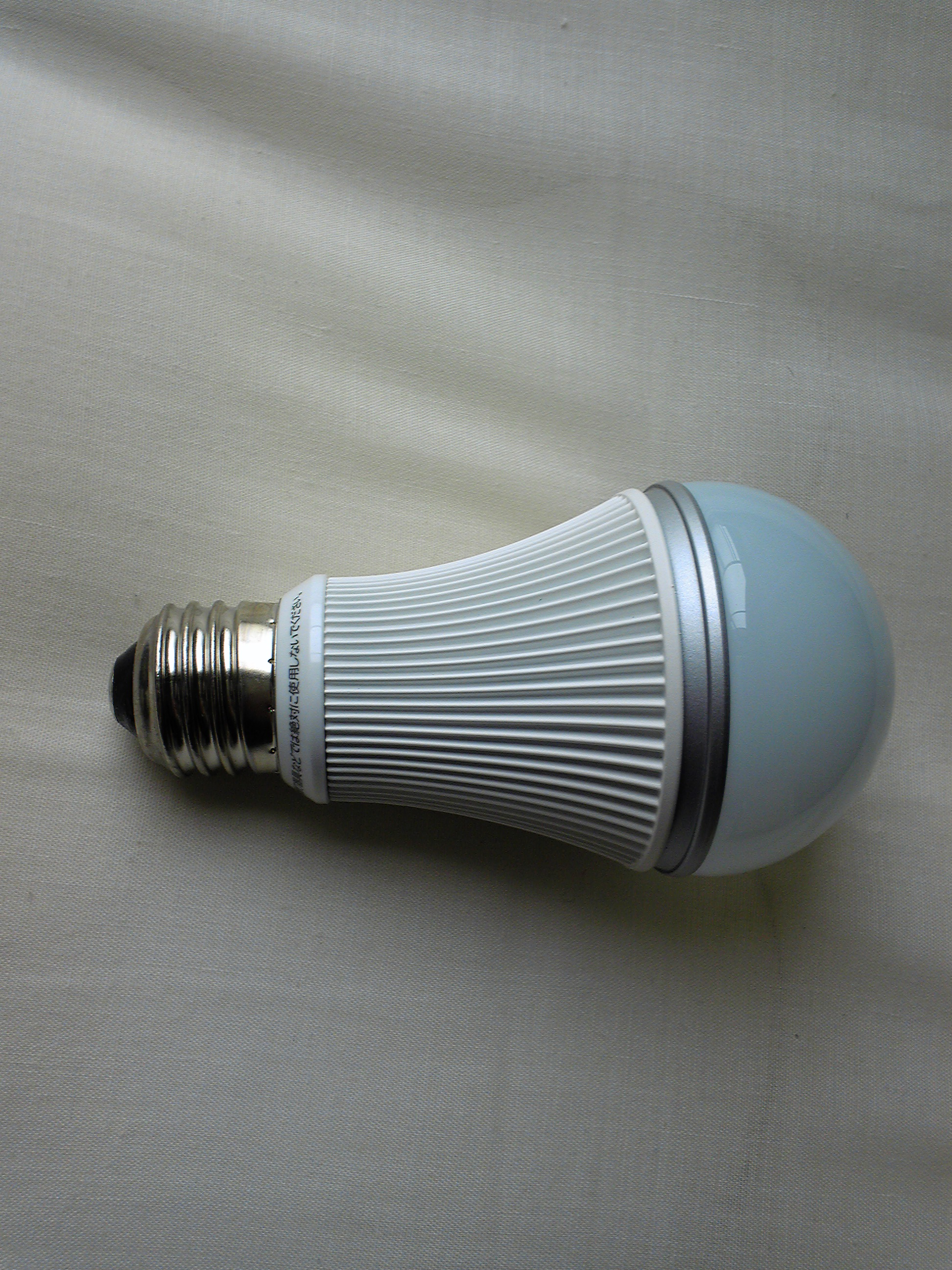
Комнатное освещение
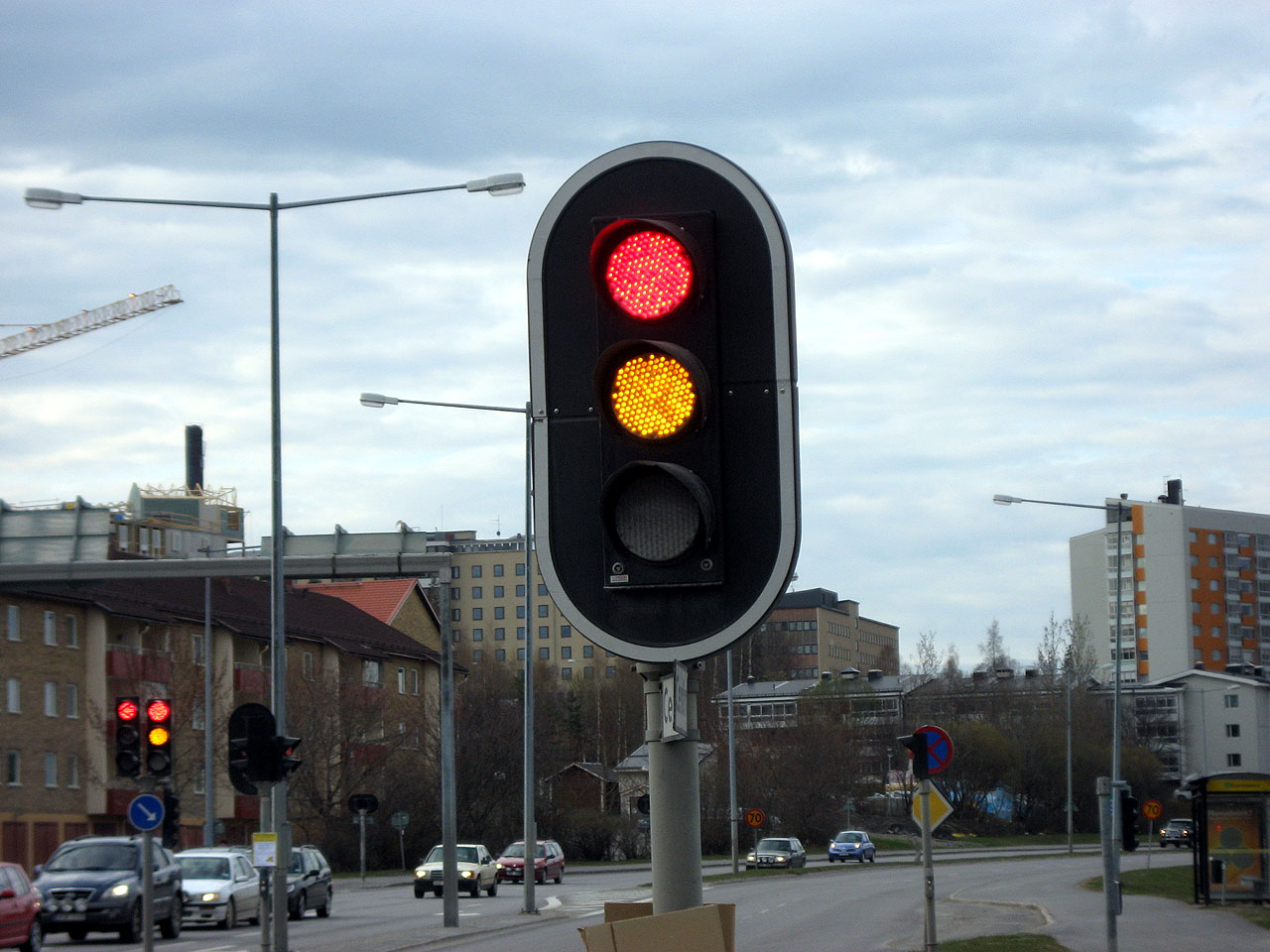
В светофорах
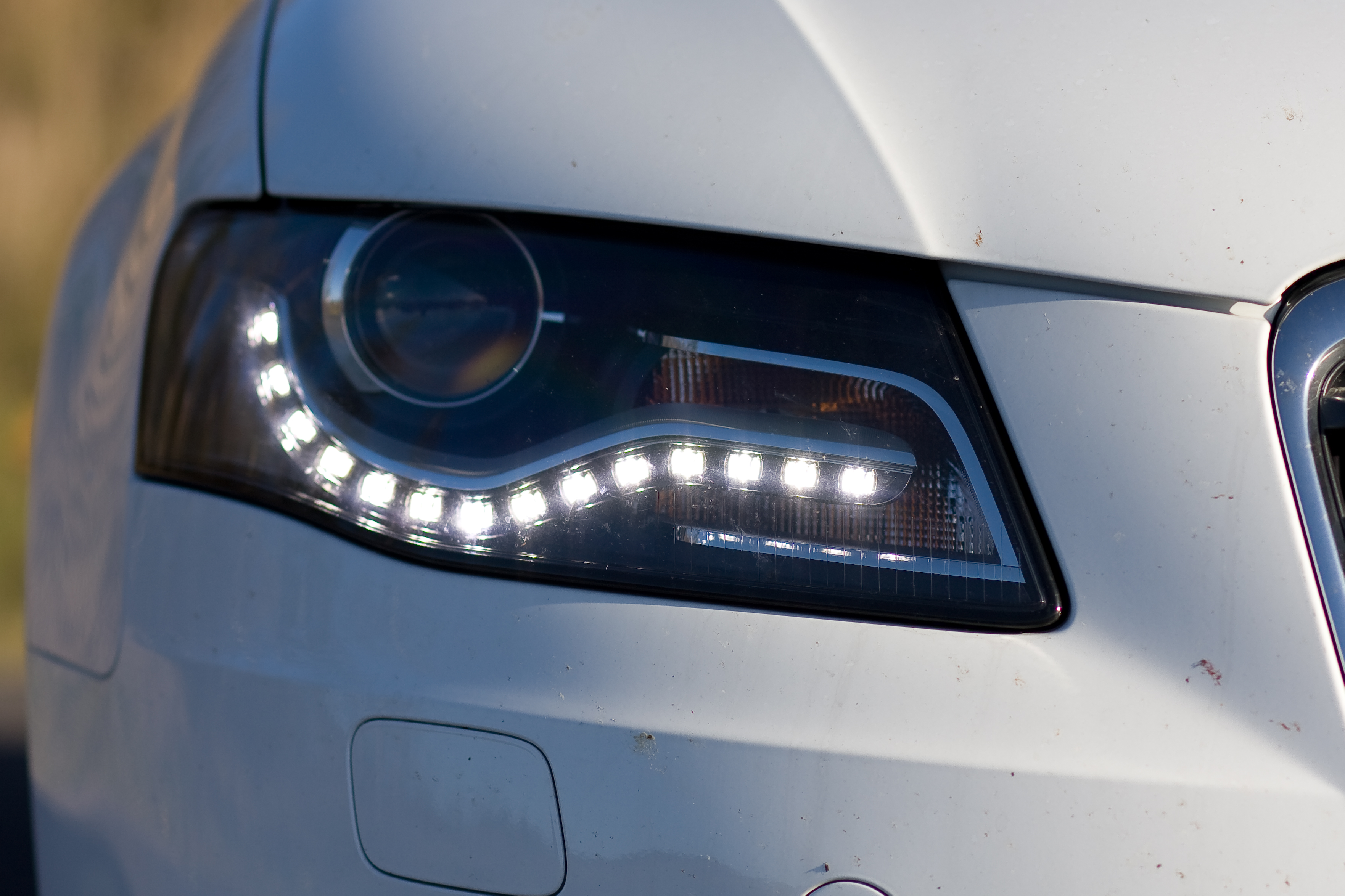
В автомобильных фарах
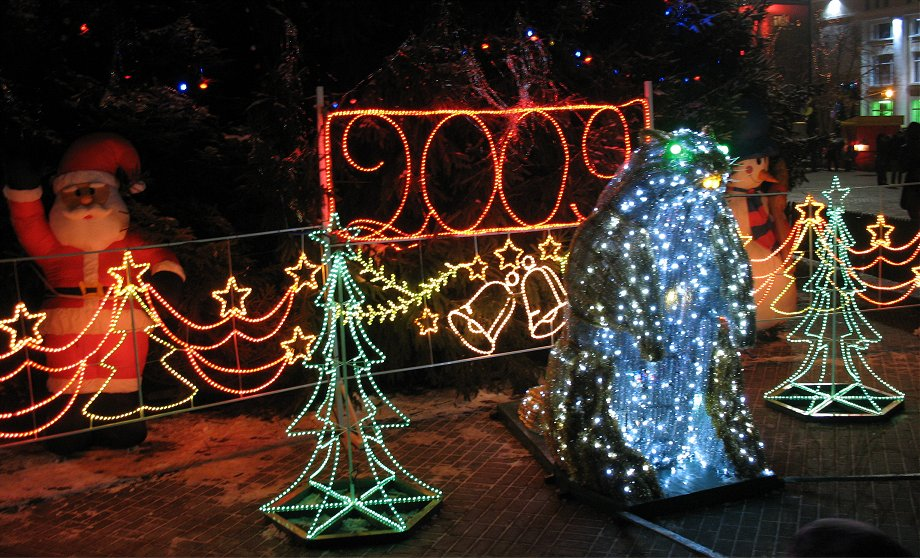
Декоративное применение
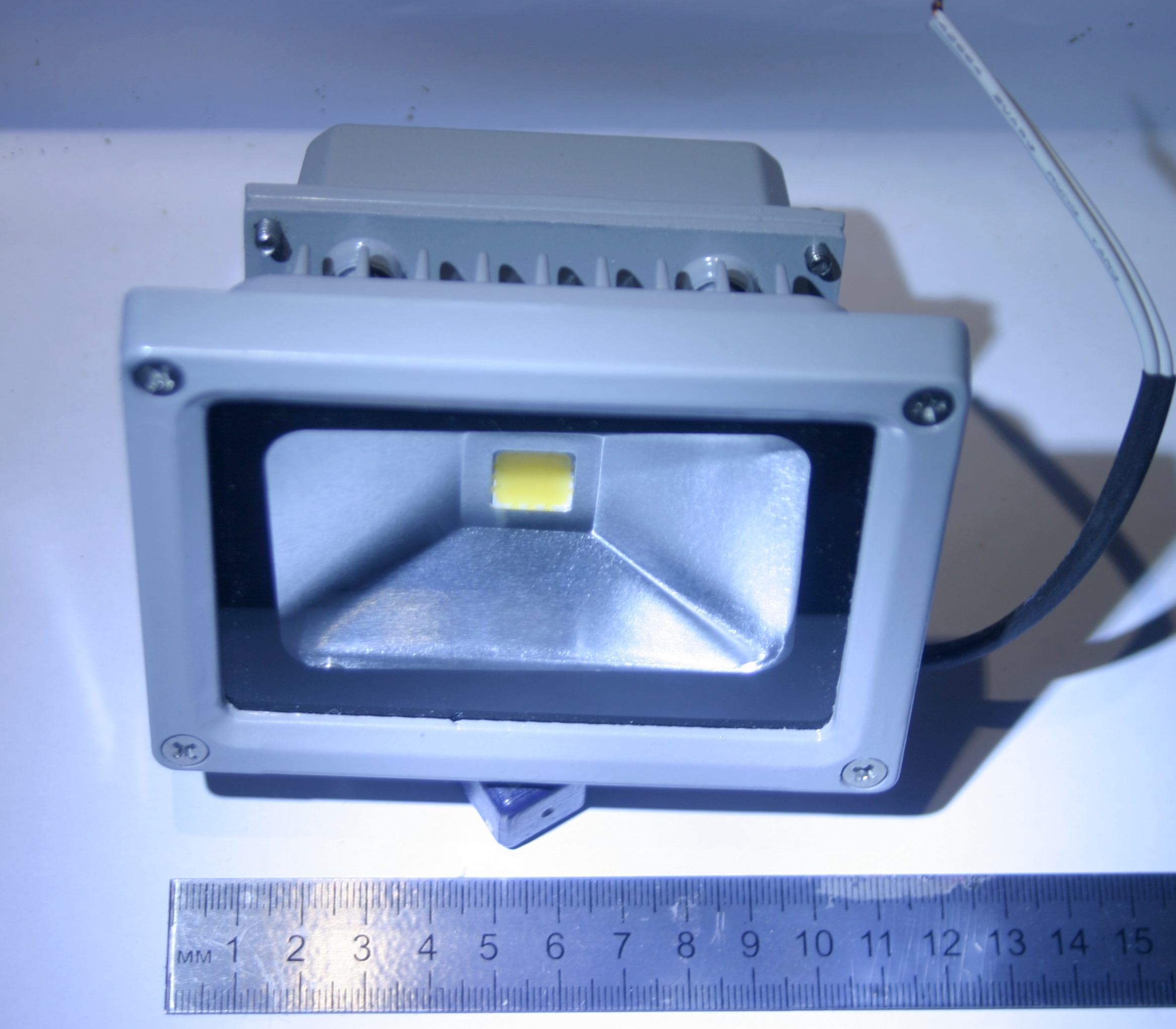
Светодиодный прожектор
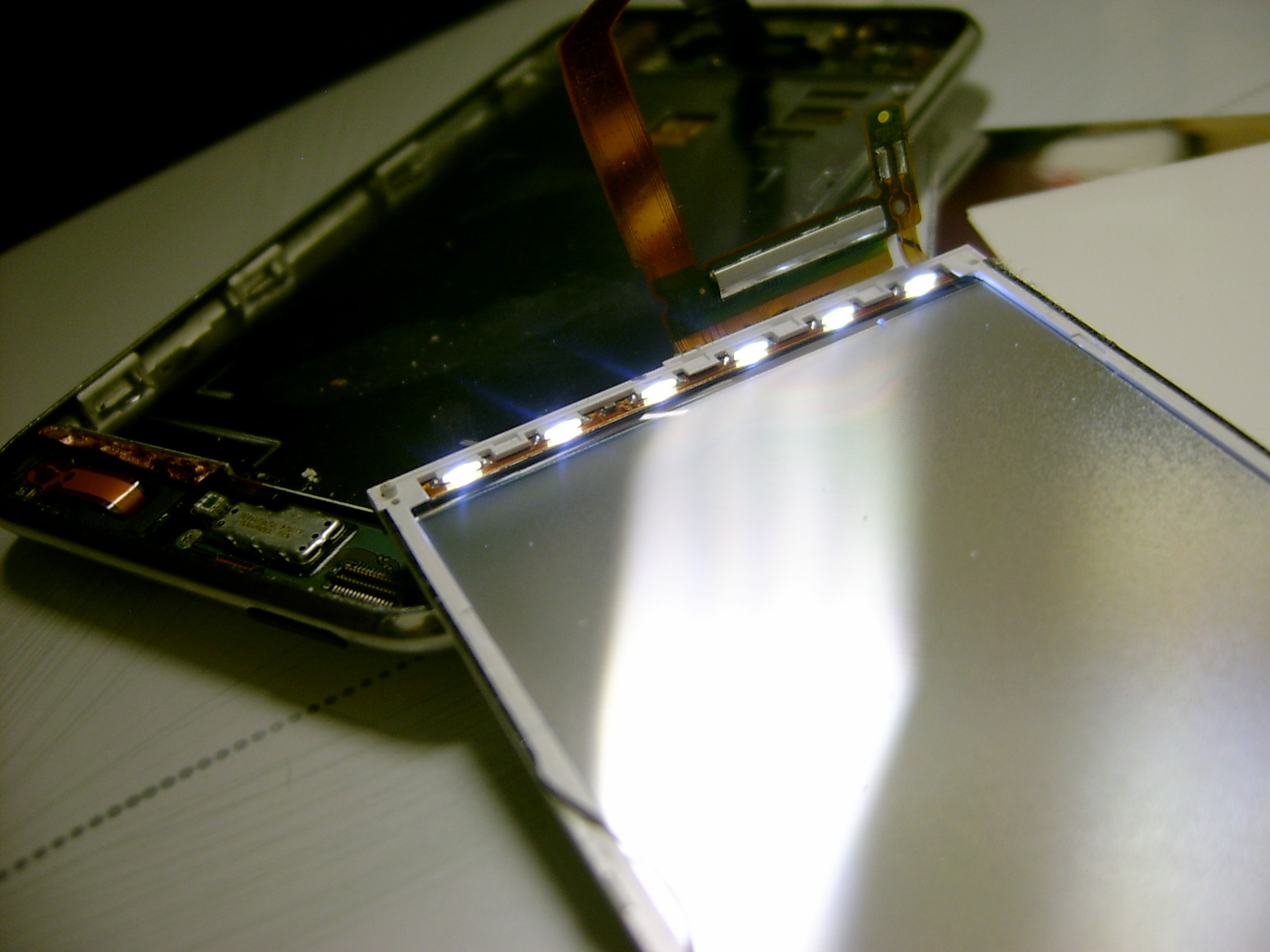
Подсветка линейкой светодиодов в IPod Touch 2G

- Для освещения и подсветки:

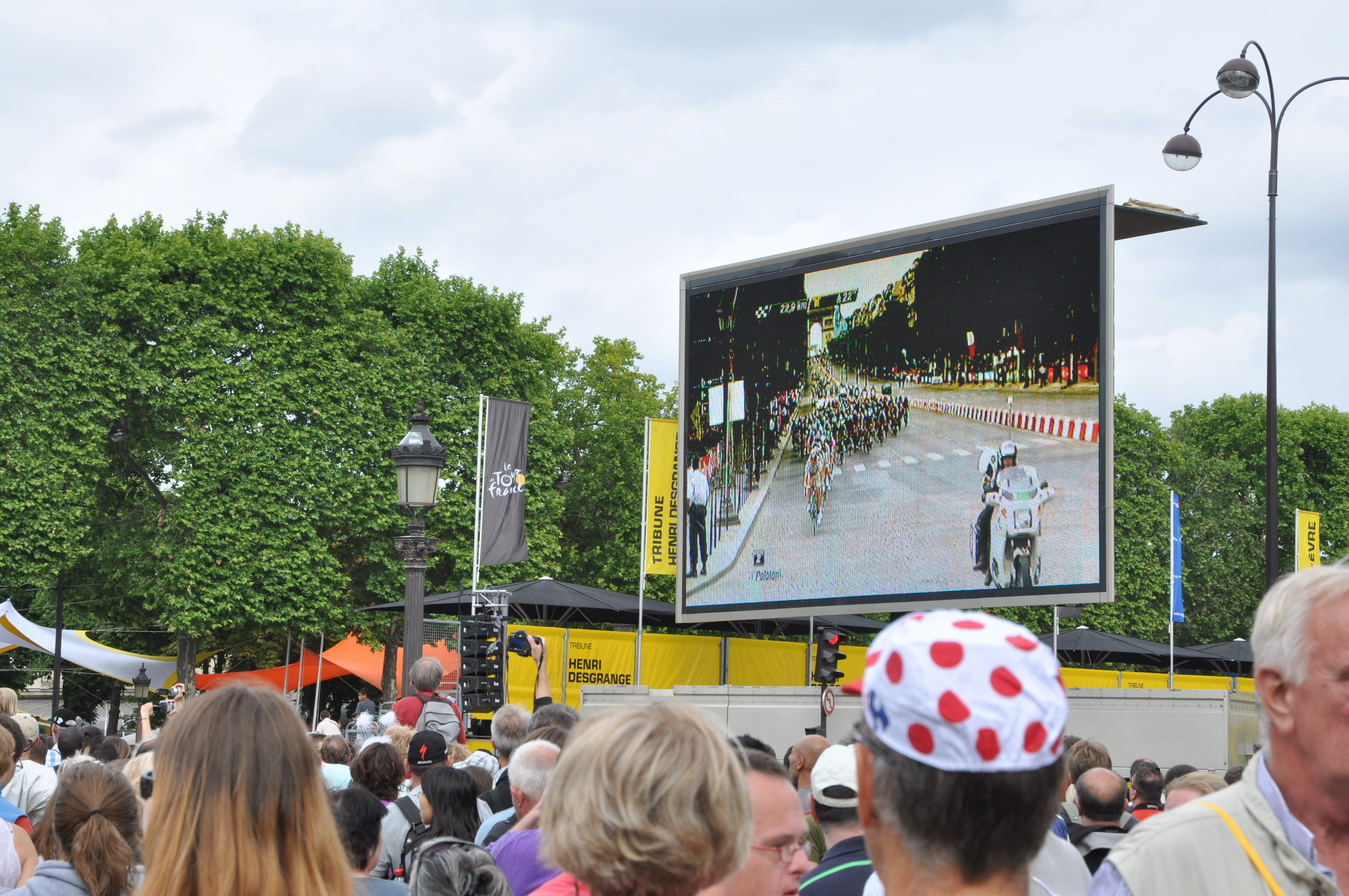
На светодиодном экране показывают Tour de France 2010, Paris

  - В уличном, промышленном, бытовом освещении (светодиодные светильники и лампы);
  - В декоративной освещении, подсветке (в том числе светодиодная лента);
  - В фарах и прожекторах;
  - В рекламных конструкциях, в том числе в гибких ПВХ световых шнурах дюралайт;
  - В подсветке ЖК-экранов (мобильные телефоны, мониторы, телевизоры, планшеты и т. д.);
  - В подсветке проекторов различного назначения;
- В качестве индикаторов:
  - В качестве индикаторов как в виде одиночных светодиодов (например, индикатор включения на панели прибора), так и в виде цифрового или буквенно-цифрового табло (например, цифры на часах);
  - Массив светодиодов используется в больших уличных экранах, в бегущих строках, в медиафасадах, информационных табло. Такие массивы часто называют светодиодными кластерами или просто кластерами;
  - В дорожных, железнодорожных и других светофорах;
  - В светодиодных дорожных знаках;
  - Мощные светодиоды используются как источник света во всех видах автомобильной светотехники: в фарах, прожекторах, проблесковых маячках, сигналов поворота, стоп-сигналах и т. д.
  - В играх, игрушках, значках, USB-устройствах и прочих;
- В устройствах связи:
  - Светодиоды используются в качестве источников модулированного оптического излучения (передача сигнала по оптоволоконным линиям связи, в пультах дистанционного управления (ДУ), в светотелефонах, Li-Fi[30]);
  - В оптопарах и твердотельных реле;
- В светодиодных принтерах;
- В растениеводстве для искусственного освещения растений. Выпускаются так называемые фитолампы, оптимизированные под фотосинтез в растениях.
- В электрических цепях в электронике в качестве стабисторов.

## Органические светодиоды — OLED

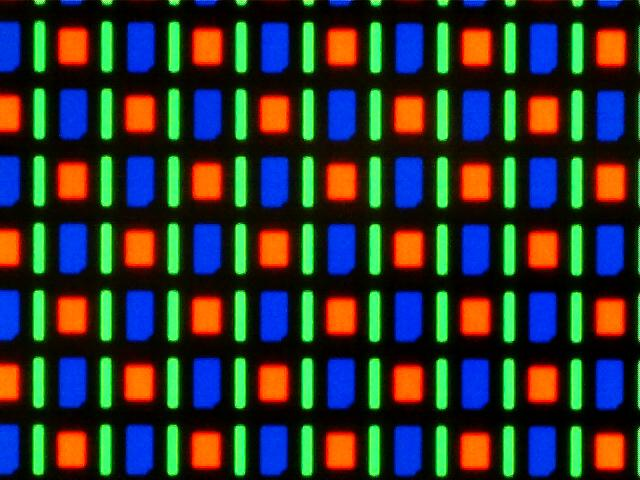
Увеличенное изображение экрана AMOLED на смартфоне Google Nexus One с использованием системы RGBG семейства PenTile Matrix

Органические светодиоды обычно формируются в виде многослойных тонкоплёночных структур, изготовленных из органических соединений, которые эффективно излучают свет при пропускании через них электрического тока.
Основное применение OLED находит при создании матричных устройств отображения информации (дисплеев). Предполагается, что производство таких OLED-дисплеев будет гораздо дешевле, чем жидкокристаллических.
Главная проблема для OLED — время непрерывной работы, которое должно быть не меньше 15 тыс. часов. Одна из проблем, которая в настоящее время препятствует широкому распространению этой технологии, состоит в том, что красный OLED и зелёный OLED могут непрерывно работать не снижая яркости на десятки тысяч часов дольше, чем синий OLED. Снижение яркости синих OLED со временем визуально искажает цветопередачу, причём длительность качественной цветопередачи оказалось неприемлемо малым для коммерчески предлагаемого устройства. Хотя сегодня синий OLED всё-таки достиг срока службы в 17,5 тыс. часов (2 года) непрерывной работы.
Дисплеи из органических светодиодов применяются в последних моделях сотовых телефонов, GPS-навигаторах, OLED-телевизорах, в приборах ночного видения.

## Светодиодные модули с индивидуальным управлением
Светодиодные модули с индивидуальным управлением, так называемые Smart LED. Содержат в одном корпусе несколько типов светодиодов и встроенную цифровую схему управления.
В светодиодном модуле WS2812 имеется три светодиода (красный, синий и зелёный). Схема управления управляет яркостью каждого светодиода, что позволяет получать практически любой цвет свечения. В некоторых светодиодных модулях, например, SK6812W в дополнение к тройке RGB-светодиодов имеется светодиод белого свечения (люминофорное покрытие). Управление модулем обычно происходит по последовательной шине из одного провода. Для кодирования логического нуля и единицы применяются сигналы с жёстко заданной длительностью. Каждый светодиодный модуль имеет входную и выходную линии данных. По окончании программирования одного модуля его схема управления отключается, и в дальнейшем пропускает через себя сигналы управления напрямую от входа к выходу, что позволяет следующим пакетом данных запрограммировать яркость свечения следующего модуля в цепочке модулей и так далее, пока не будут запрограммированы все светодиодные модули в цепочке.

## Производство
По размеру выручки лидером является японская «Nichia Corporation».
Также крупным производителем светодиодов является «Royal Philips Electronics», политика которого заключается в приобретении компаний, изготавливающих светодиоды. Так, «Hewlett-Packard» в 2005 году продал компании «Philips» своё подразделение «Lumileds Lighting», а в 2006 были приобретены «Color Kinetics» и «TIR Systems» — компании с широкой технологической сетью по производству светодиодов с белым спектром излучения.

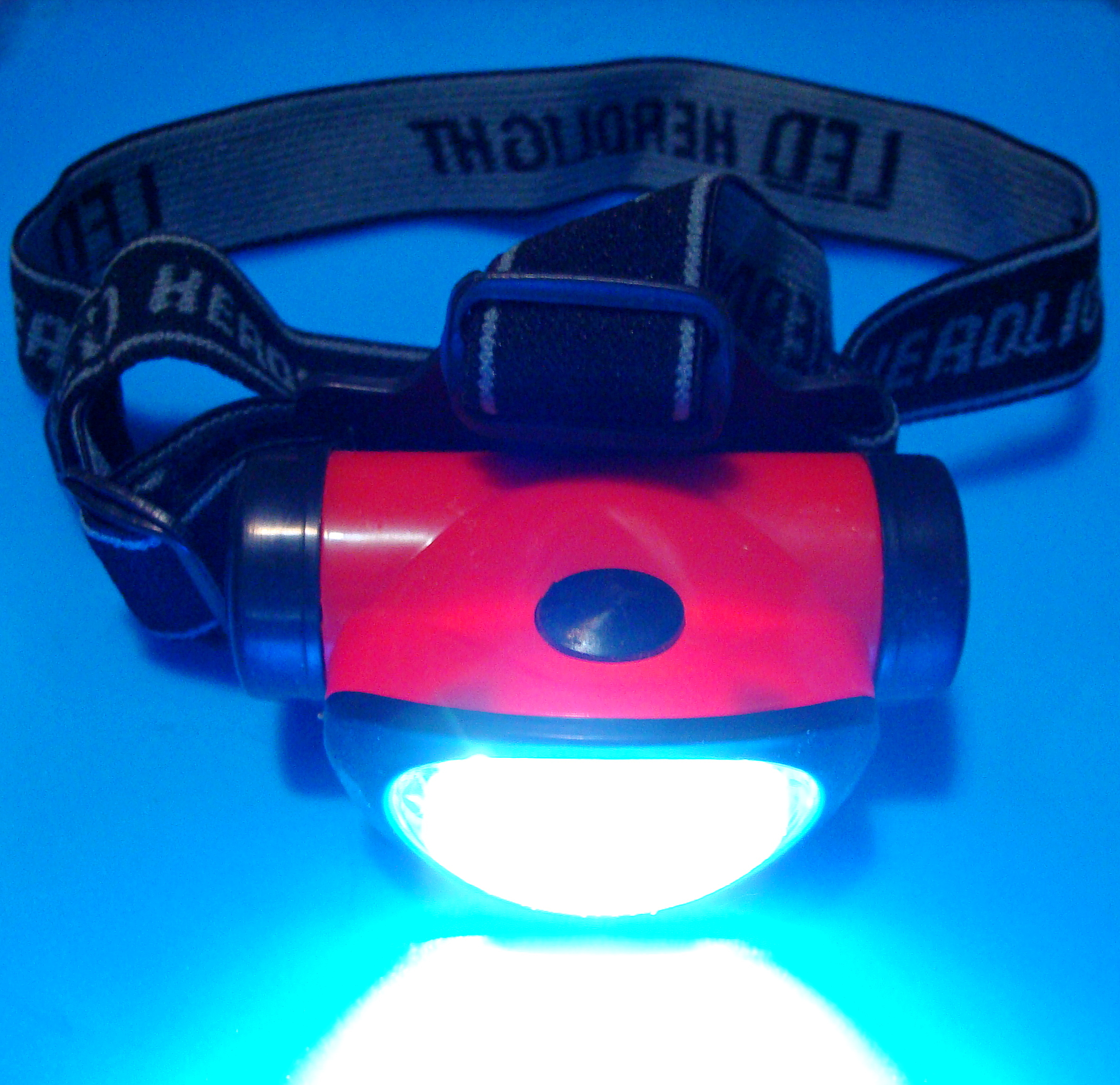
Налобный светодиодный фонарь «SUPER HEADLAMP»

«Nichia Chemical» — подразделение компании «Nichia Corporation», где были впервые разработаны белый и синий светодиоды. На текущий момент ей принадлежит лидерство в производстве сверхъярких светодиодов: белых, синих и зелёных. Помимо вышеперечисленных промышленных гигантов, следует также отметить следующие компании: «Cree», «Emcore Corp.», «Veeco Instruments», «Seoul Semiconductor» и «Germany’s Aixtron», занимающиеся производством чипов и отдельных дискретных светодиодов.
Яркие светодиоды на подложках из карбида кремния производит американская компания «Cree».
Крупнейшими производителями светодиодов в России и Восточной Европе являются компании «Оптоган» и «Светлана-Оптоэлектроника». «Оптоган» создана при поддержке ГК «Роснано». Производство компании расположено в Санкт-Петербурге. «Оптоган» занимается производством как светодиодов, так и чипов и светодиодных матриц, а также участвует во внедрении светодиодов для общего освещения.
«Светлана-Оптоэлектроника» (г. Санкт-Петербург) — объединяло предприятия, которые осуществляли полный технологический цикл разработки и производства светодиодных систем освещения: от эпитаксиального выращивания полупроводниковых пластин с гетероструктурами до сложных автоматизированных систем интеллектуального управления освещением. Предприятие было признано банкротом и закрыто в 2017 году.
Также крупным предприятием по производству светодиодов и устройств на их основе можно назвать завод «Samsung Electronics» в Калужской области.
В 2021 году на территории инновационного кластера Технополис GS открылось производство по корпусированию светодиодов GS LED. Это самое высокотехнологичное подобное производство в России.